# Ori and the Will of the Wisps
『Ori and the Will of the Wisps』は、オーストリアのゲーム開発スタジオMoon Studiosが開発しXbox Game Studiosより発売されたアクションゲーム。2015年に発売された『オリとくらやみの森』（Ori and the Blind Forest）の続編で、舞台となるニウェンの森で行方不明となった幼いフクロウのクゥ（Ku）や森を守護する柳樹に宿っていた5体のウィスプ（小さな精霊）を探し出すため、主人公の精霊オリが冒険を繰り広げる。
2020年3月11日にXbox OneとMicrosoft Windows向けに配信され、同年8月6日に日本マイクロソフトよりXbox One向けのパッケージ版が発売された。また、2020年9月18日にはiam8bitよりNintendo Switch向けの配信が開始され、2022年3月24日にはNintendo Switch向けのパッケージ版が発売された。
このほか、前作と本作をセットにした『オリ：ザ・コレクション』（Ori: The Collection）が2021年2月9日にXbox One、Xbox Series X/S、Microsoft Windows向けに配信された。

## システム
サイドビューで描かれた広大なエリアを探索するというメトロイドヴァニアのシステムは前作から継承されている。一方、物語の要所では前作に無かったボス敵との直接戦闘が行われるほか、登場キャラクターたちから依頼されるサイドクエストや地図製作者のルポ（Lupo）から一部のエリアの地図を購入するといった新規要素もある。
前作では「エナジー」のパラメータを消費し任意の地点でセーブできるというシステムを特徴としていたが、本作では特定地点でのオートセーブに変更された。また、これとは別に、ワープ地点を兼ねた任意セーブ地点「精霊の泉」もある。
オリが用いる能力は、各所に存在する「長老樹」から習得するものと、武器の師範オファー（Opher）に対価を払い習得するものがある。一部の能力は、画面下の能力欄に最大3種類までセットし使用する。
経験値を溜めることで補助的な能力を追加していくという前作の「能力ツリー」システムは本作では廃止され、代わりに、装備すると特別な能力が付加される多様なアイテム「精霊のかけら」が導入された。精霊のかけらは、マップの各所、または販売員のトゥウィレン（Twillen）からの購入で手に入る。

## 能力
「*」のついたものはセットして使用する。

### 長老樹から習得する能力
精霊の刃*
刃で近距離の攻撃を行う。
二段ジャンプ
ジャンプ中にもう一度ジャンプする。
蘇生*
エナジーを消費しライフを一定量回復する。
精霊の弓*
エナジーを消費し矢を放つ。仕掛けの作動にも用いる。
ダッシュ
地上と空中で前方へ瞬間的にダッシュする。
打撃
宙づりのランタンや敵・発射物の近くで方向を指定するとその方向に飛び出す。敵・発射物に用いた際は発動と同時に逆方向へ跳ね返す。
グラップル
吊るされた青いフックや壁の青い苔に光のロープを放ち、その場へ体を引き寄せる。
クロの羽 / 羽ばたき*
空中を滑空する。セットして用いる「羽ばたき」は地上で前方に突風を起こして物を吹き飛ばしたり炎をあおったりできる。
穴掘り
砂の地面や壁の中を突進する。
スイムダッシュ
水中を高速で泳ぐ。水面から飛び上がることもできる。
閃光*
周囲に光のオーラを発生させ暗闇を照らす。使用中はエナジーを消費し続ける。
ライトバースト*
エナジーを消費し指定方向に火球を放り投げる。氷を溶かしたりトーチに灯をともしたりできる。チャージ後に放った火球には打撃の能力を使用できる。
発進*
指定方向に飛び出す。

### オファーから習得する能力
哨塔*
エナジーを消費し、敵を一定時間攻撃し続ける精霊を作り出す。
精霊の星*
エナジーを消費し、ブーメランのように飛ぶ星で攻撃する。
火炎*
エナジーを消費し、周囲の敵を一度に攻撃する。
精霊の大打撃*
薙ぎ払うような動作で強力な攻撃を行う。もろい地形を破壊できる。
スパイク*
エナジーを消費し強力な光の槍を発射する。もろい地形を破壊できる。
水中呼吸
通常は水中を泳ぐ際に時間制限があるが、この能力の習得後は無制限になる。
クイック移動
地図上で「精霊の泉」を選択しワープできる。

## 開発
前作『オリとくらやみの森』の成功を受け、開発陣は続編の制作に意欲を示した。前作は多くのプレイヤーが8時間程度でクリアし「もっとプレイしたい」との感想を抱いていたことから、ゲームの規模をどのように大きくするかについて最初に検討された。
前作のグラフィックは2Dで描写されていたが、本作ではキャラクターモデルが3D化されている。これは続編を作るにあたり当初から掲げていた目標の一つで、デザイナーがアニメーションで多くの動きを作り出すことを可能にした。一方、2Dの世界に3Dモデルを置いた際の違和感を回避するため、背景で怪物や他の生物が動き回る様子や動的な照明など、複数のレイヤーを用いた複雑な環境描写が行われ、各エリアの多くの箇所を管理するための内部ツールも作成された。
物語について、前作のエンディングでは、オリの相棒だった小さな精霊セインが森の守護樹「精霊樹」に宿り荒廃した森を蘇らせるという結末を迎えたが、開発陣は続編の開始にあたり「セインを木から引き離して再び仲間にする」という形にはしたくないと考えていた。セインは敵を追尾し攻撃するという戦闘メカニズムにもかかわっていたが、セインが登場しない本作は精霊の武器を用いた近接攻撃をメインに据えオリの側から対象物を狙うスタイルとなっている。
2017年開催のゲーム見本市イベント「E3 2017」の中で本作が初公開され、翌年の「E3 2018」では2019年発売予定と発表、さらに翌年の「E3 2019」では2020年2月11日発売と発表されたが、2019年12月開催のゲーム賞イベント「The Game Awards 2019」の中で発売日を1か月遅れの2020年3月11日に変更すると伝えられた。こうした度重なる発売時期延期の理由について、Xbox Games StudiosシニアプロデューサーのDaniel Smithは、1つの側面を変更すると他の要素に影響が及ぶというメトロイドヴァニアゲーム制作特有の難しさを挙げている。

## 受賞・ノミネート
- Golden Joystick Awards 2020 「Xbox Game of the Year」受賞、「Best Visual Design」「Ultimate Game of the Year」ノミネート[10]
- The Game Awards 2020（英語版） 「Best Art Direction」「Best Score and Music」「Best Action/Adventure」ノミネート[11]